# Bukovci (red)
Bukovci (znanstveno ime Fagales) so red dvokaličnic, ki obsegajo osem družin. Ime je red dobil po rodu bukev (Fagus). 
Trenutno spadajo v red bukovcev naslednje dužine:
- Betulaceae - brezovke
- Casuarinaceae - kazuarinovke
- Fagaceae - bukovke
- Juglandaceae - orehovke
- Myricaceae - voščene mirtovke
- Nothofagaceae
- Rhoipteleaceae
- Ticodendraceae

Starejše razvrstitve, npr. Kew, ki jim je bil vzgled Cronquistov sistem so vsebovale samo štiri družine (Betulaceae, Corylaceae, Fagaceae, Ticodendraceae; Corylaceae danes spadajo pod Betulaceae). Ostale družine so bile razdeljene v tri različne rodove med Hamamelidae.  Casuarinales so takrat vsebovale samo družino Casuarinaceae, Juglandales so vsebovale Juglandaceae in Rhoipteleaceae, Myricales pa vse ostale (ter Balanops).  Preklasifikacija je sledila študijam, ki so dokazale, da so Myricales parafiletične ostalima skupinama.